# ماركوس ميندلر
ماركوس ميندلر (بالألمانية: Markus Mendler)‏ (7 يناير 1993 بميمينجين في ألمانيا - ) هو لاعب كرة قدم ألماني في مركزي الهجوم والوسط. شارك مع منتخب ألمانيا لكرة القدم تحت 18 سنة ومنتخب ألمانيا تحت 19 سنة لكرة القدم ومنتخب ألمانيا تحت 20 سنة لكرة القدم. أما مع النوادي، فقد لعب مع شتوتغارت كيكرز ونادي ساندهاوزن ونادي نورنبرغ و1. FC Nürnberg II ‏.

## وصلات خارجية
- ماركوس ميندلر على موقع قاعدة بيانات كرة القدم.إي يو (الإنجليزية)
- ماركوس ميندلر على موقع بيانات كرة القدم. دي إي (الألمانية)
- ماركوس ميندلر على موقع عالم كرة القدم.نت (الإنجليزية)
- ماركوس ميندلر على موقع AS.com (الإسبانية)